# Río Reese
El río Reese (del inglés: Reese River) es un corto río del Oeste de Estados Unidos que discurre íntegramente por el estado de Nevada, en una zona poco poblada de su parte central. Con una longitud de 291 km, es el principal afluente del río Humboldt, un largo río endorreico perteneciente a la región de la Gran Cuenca que atraviesa el estado de este a oeste discurriendo a través de una sucesión de hendiduras en las cordilleras de la región, que corren en dirección N-S. Administrativamente, el Reese discurre por los condados de Elko, Eureka, Lander, Humboldt,  Pershing y Churchill.

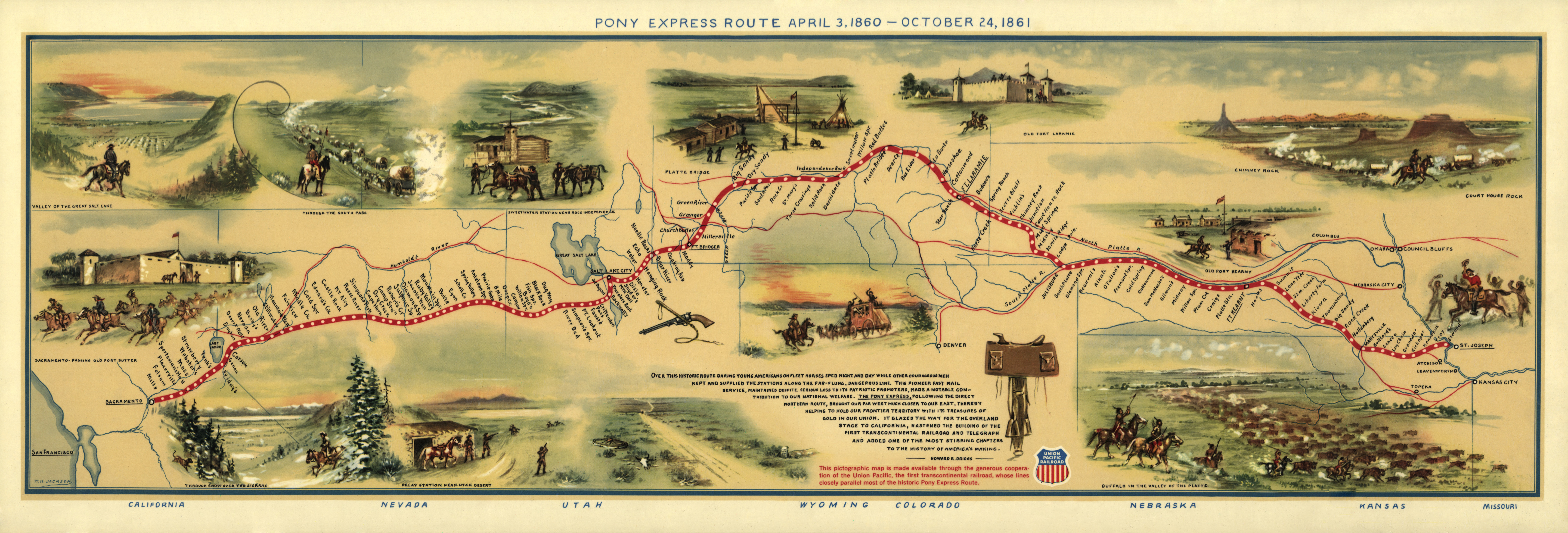
La estación Reese River del Pony Express fue quemada durante la Guerra Paiute de 1860.

El Reese nace en la sección sur de la cordillera Toiyabe, en los flancos de Arc Dome. En su tramo superior, el río Reese es un arroyo de montaña que fluye rápidamente rodeado de una zona de crecimiento relativamente exuberante que incluye bosques de álamos temblones y álamos. Luego fluye hacia el norte entre la cordillera de Toiyabe y las montañas Shoshone durante aproximadamente la mitad de su curso. El río pasa luego a través de un punto bajo en las montañas Shoshone y continúa hacia el norte entre esa cordillera y las montañas Fish Creek. Una vez que sale de la cordillera Toiyabe se convierte en una corriente lenta y fangosa, y sus aguas son utilizadas para el riego por granjas dispersas y ranchos a lo largo de su curso inferior. Aunque se considera un afluente del Humboldt, en la mayoría de los años el Reese se reduce a una cadena de charcas poco profundos mucho antes de llegar al cauce principal. Solo durante las infrecuentes inundaciones el Reese contribuye con sus aguas al Humboldt, desaguando cerca de  Battle Mountain. La Nevada State Route 305  discurre en paralela en la sección inferior, usualmente seca del canal desde el área de Austin hasta Battle Mountain.
El río lleva el nombre de John Reese, que exploró el área en 1854 como parte de la expedición del coronel Edward Steptoe, y que luego sirvió como guía para el estudio del capitán James H. Simpson de una carretera militar a través del centro de Nevada. La explosión de la minería en la ciudad de Austin, ubicada en la parte alta del río Reese, da nombre a su periódico de larga vida el Reese River Reveille.